# Bahnstrecke Deutz–Gießen

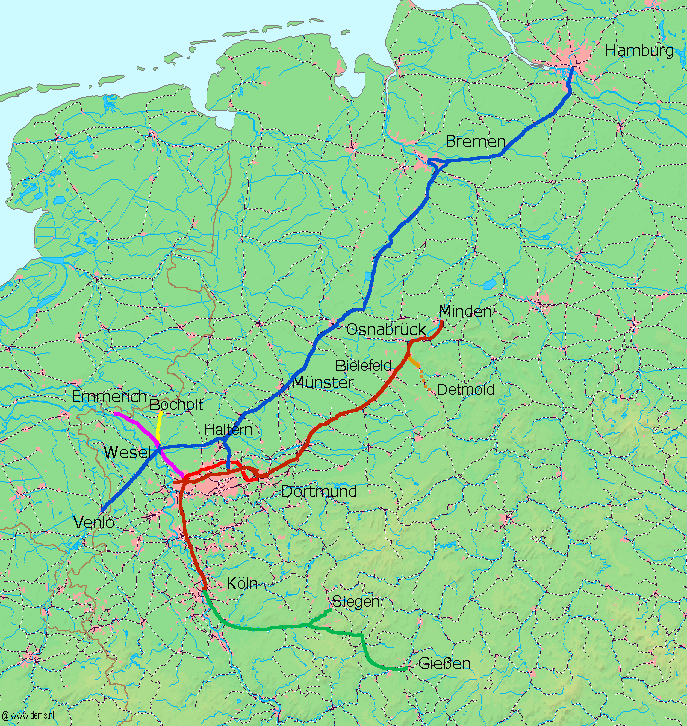
Streckennetz der Köln-Mindener Eisenbahn-Gesellschaft
in grün: Deutz-Gießener Bahn (1859–62)

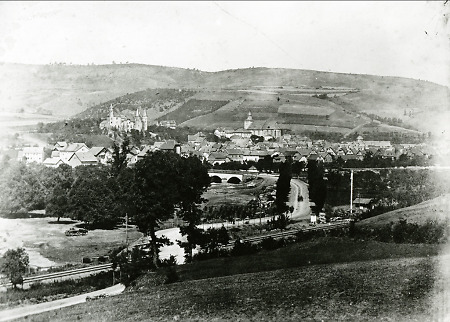
Die Bahn – noch eingleisig – südöstlich von Herborn 1862. Halblinks das Einfahrtsignal (?) des Bahnhofs Herborn

Mit der Bahnstrecke Deutz–Gießen wurde ab dem Ende der 1850er Jahre eine Verbindung zwischen Deutz im Rheinland und Gießen im Mittelhessen geschaffen. Die Strecke besteht noch, allerdings wird der Verkehr heute in der Regel nicht mehr durchgehend über die historische Trasse geführt. Im Einzelnen geht es hier
- im nördlichen Teil um die Siegstrecke von (Köln-)Deutz–Betzdorf–Siegen,
- die heute benutzte Abkürzung über die Bahnstrecke Betzdorf–Haiger und
- den südlichen Teil der historischen Strecke um die Dillstrecke (Siegen–)Haiger–Gießen.

## Interessenlage
Preußen hatte ein Interesse daran, die Kohlevorkommen des Ruhrgebiets und die Hüttenwerke im Rheinland mit den Eisenerzvorkommen an Sieg, Heller, Dill und Lahn durch eine Eisenbahn zu verbinden. Weiterhin besaß Preußen mit der Stadt Wetzlar und ihrem Umland eine Exklave, die es an das Kernland besser anzubinden galt. Probleme ergaben sich dadurch, dass die geplante Strecke im Bereich des heutigen Lahn-Dill-Kreises durch das damals selbstständige Herzogtum Nassau führen sollte. Das Herzogtum machte die für sein Territorium erforderliche Konzession davon abhängig, dass Preußen den Weiterbau der rechtsrheinischen Bahnstrecke, die der Nassauischen Staatsbahn gehörte, von Lahnstein nach Köln genehmigte. Preußen verpflichtete sich schließlich, die nassauische Rheinstrecke zwischen Niederlahnstein und Koblenz durch eine Brücke an die linke Rheinstrecke anzuschließen. Nassau erteilte daraufhin 1860 die für sein Staatsgebiet erforderliche Konzession, was den Bau der Siegstrecke durch sein Staatsgebiet ermöglichte. In Gießen schloss die Deutz-Gießener Eisenbahn an die Main-Weser-Bahn an.

## Bahnbau

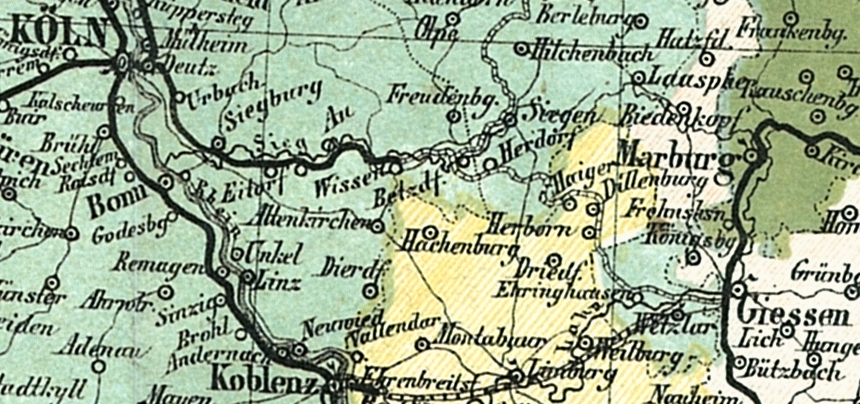
Siegstrecke auf der Bahnkarte Deutschland 1861

Die Cöln-Mindener Eisenbahn (CME) bekundete ihr Interesse, die Strecke von Deutz (heute: Köln-Deutz) nach Gießen zu bauen und erhielt dafür auch die Konzessionen. Der Bau begann von Deutz aus im Anschluss an die bestehende CME-Strecke Deutz–Minden mit einem Abzweig über die 1859 fertiggestellte Rheinbrücke nach Köln. Gleichzeitig wurde in Deutz der Rangier- und Abstellbahnhof Deutzerfeld mit für den Betrieb erforderlichen Einrichtungen, Werkstätten und Gebäuden angelegt, über den eine direkte Verbindung Richtung Ruhrgebiet geschaffen wurde. Die Streckenführung war aufgrund der Topografie nicht einfach. Zwischen Siegburg und Betzdorf musste die Strecke im Tal der Sieg, die dort in engen Schleifen fließt, über zahlreiche Brücken und durch viele Tunnel geführt werden. So wurde für den Streckenbau bei Schladern die Sieg mithilfe von Sprengungen umgeleitet, sodass auf dem nun für den Fluss verkürzten Weg ein Wasserfall entstand. Aber auch in Betzdorf verlegte man den Flusslauf der Sieg nach Norden hin. Hier allerdings zum Zweck der Errichtung des Rangierbahnhofs und des Bahnbetriebswerks.
Östlich von Betzdorf bis Dillenburg war eine Mittelgebirgsschwelle zu überwinden, wozu unter anderem eine Kehre angelegt werden musste, um die Längsneigung der Strecke auf den vergleichsweise geringen Wert von 1,5 % zu beschränken. Der Bau der Strecke kostete 26,5 Millionen Taler. Damit lagen die Baukosten bei 1.088.226 Talern pro preußischer Meile. Bei der Köln-Mindener Eisenbahn hatten die Kosten nur 782.611 Taler pro Meile betragen.
Am 1. Januar 1859 konnte das erste Teilstück bis Hennef eröffnet werden. Die 183 km lange Gesamtstrecke von Köln nach Gießen wurde schließlich am 12. Januar 1862 eröffnet (die Dombrücke in Köln war 1859 fertiggestellt worden). Bald danach wurde die Bezeichnung Köln-Gießener-Eisenbahn verwendet.
Zu der Strecke zählte auch die abzweigende Bahn von Betzdorf nach Siegen.
Die Eisenbahnstrecke Betzdorf – Siegen wurde am 10. Januar 1861 in Betrieb genommen, nachdem bereits zuvor am 28. Dezember 1860 die erste Lokomotive aus Betzdorf kommend in Siegen eingetroffen war.
Bis zum Jahr 1865 konnte man vier Personenzüge zwischen (Köln-)Deutz und Siegen vermelden, welche pro Richtung 4 Stunden und 11 Minuten Fahrzeit benötigten. Ein Eilzug, der nur an den Stationen, jedoch nicht an den Haltestellen hielt, benötigte 2 Stunden und 38 Minuten für die gleiche Strecke.

Etappen der Fertigstellung im Spiegel der Fahrpläne
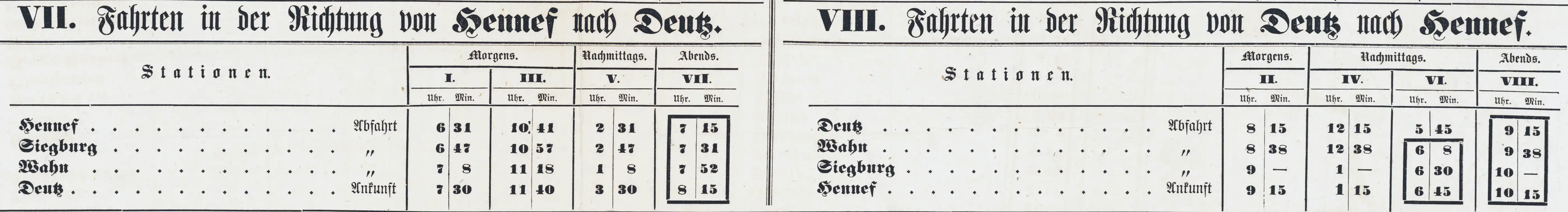
1859 bis Hennef
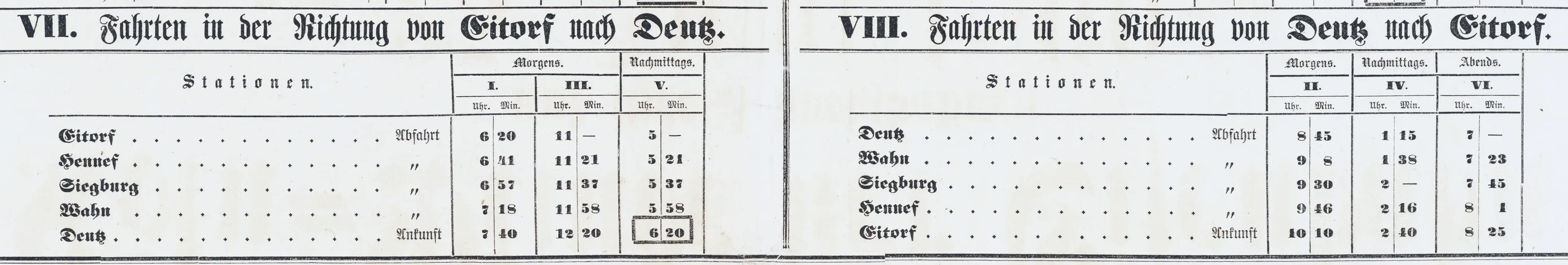
1860 bis Eitorf
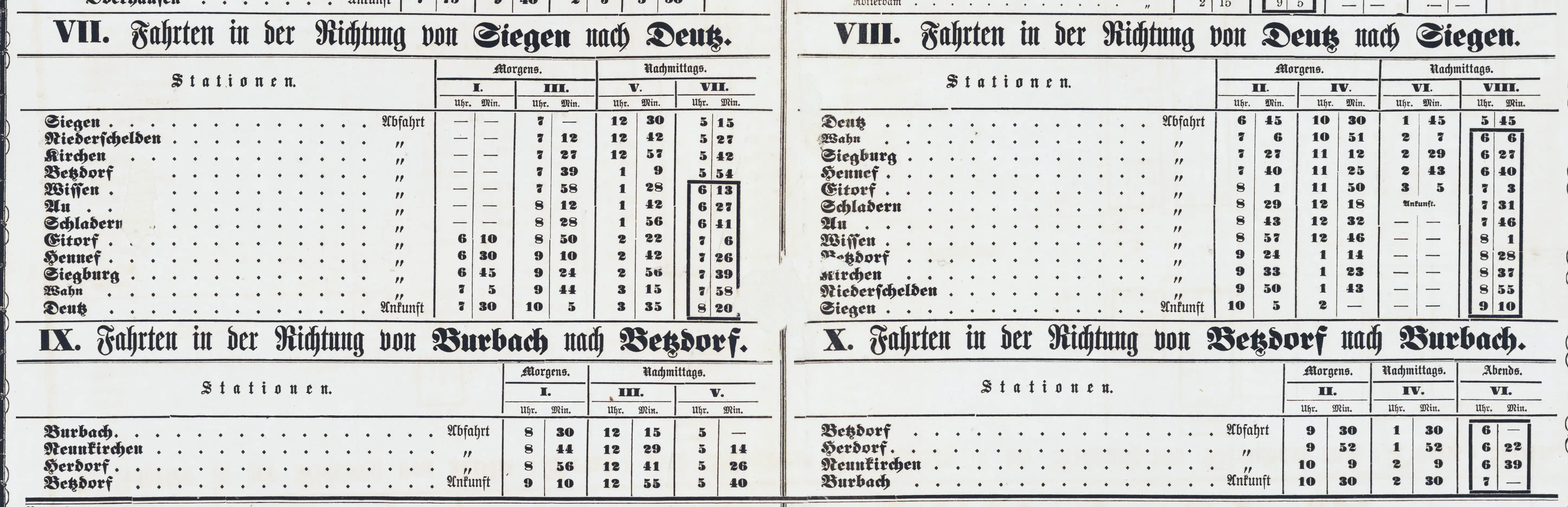
1861 bis Siegen und Burbach
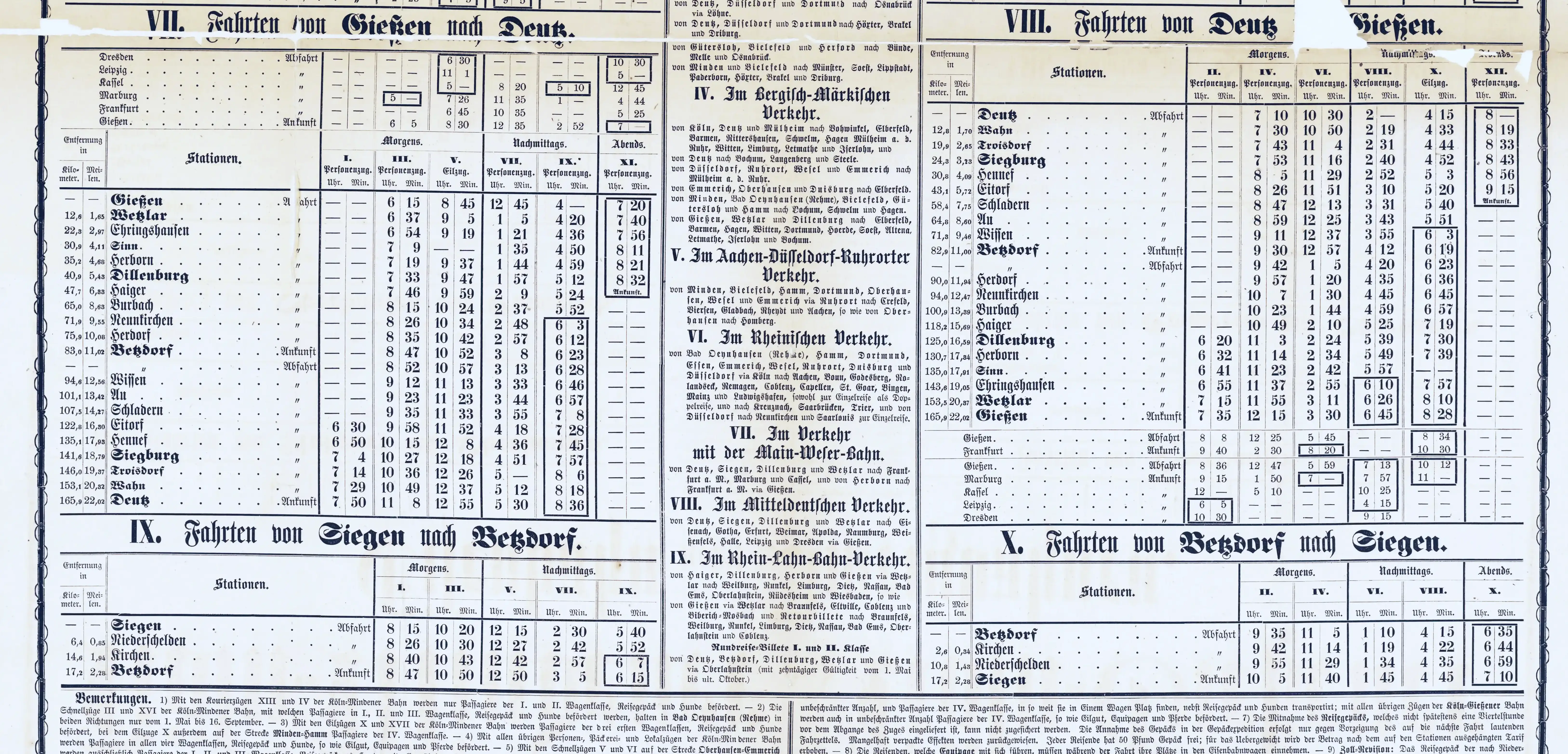
1865 bis Gießen

## Ausbau

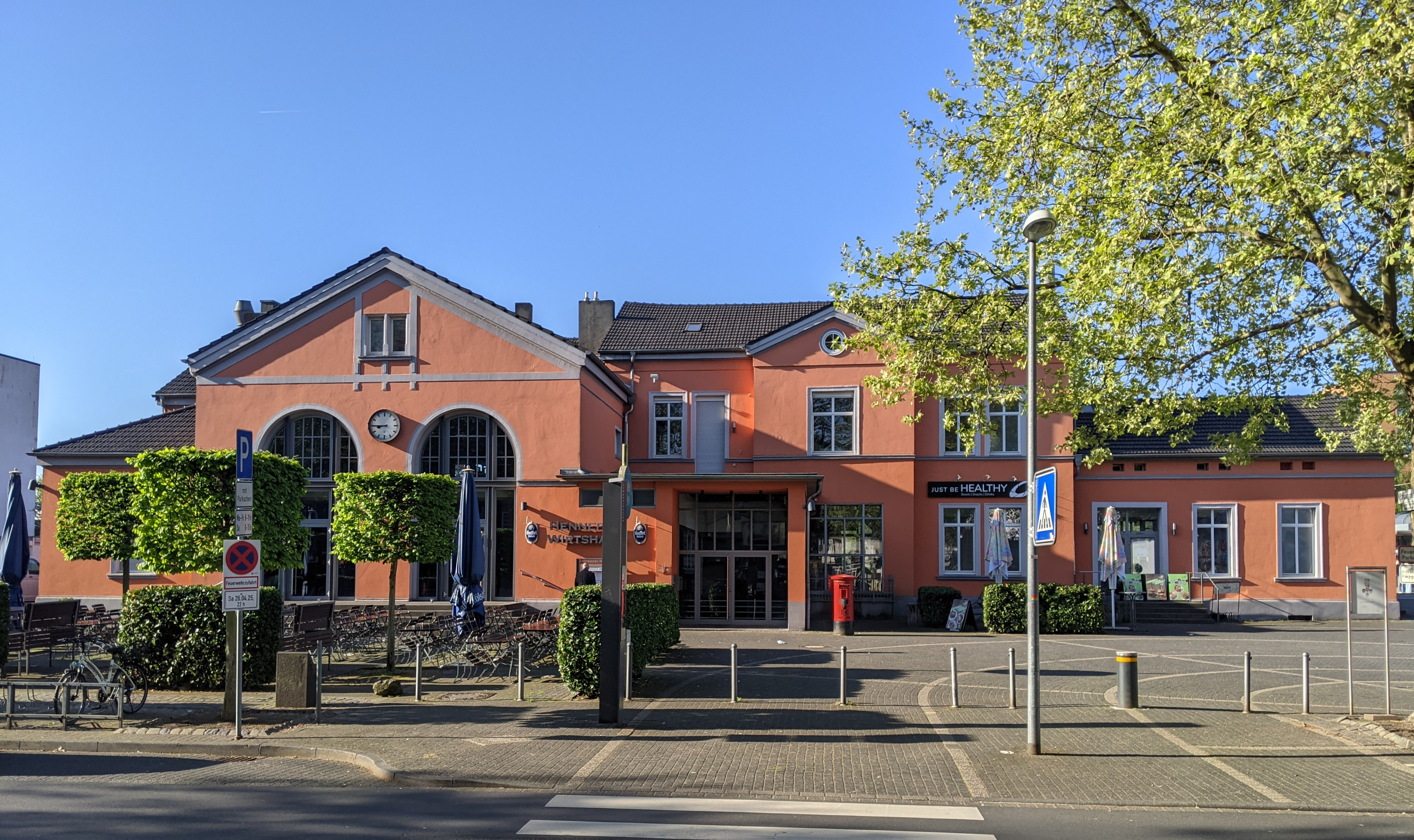
Empfangsgebäude Hennef

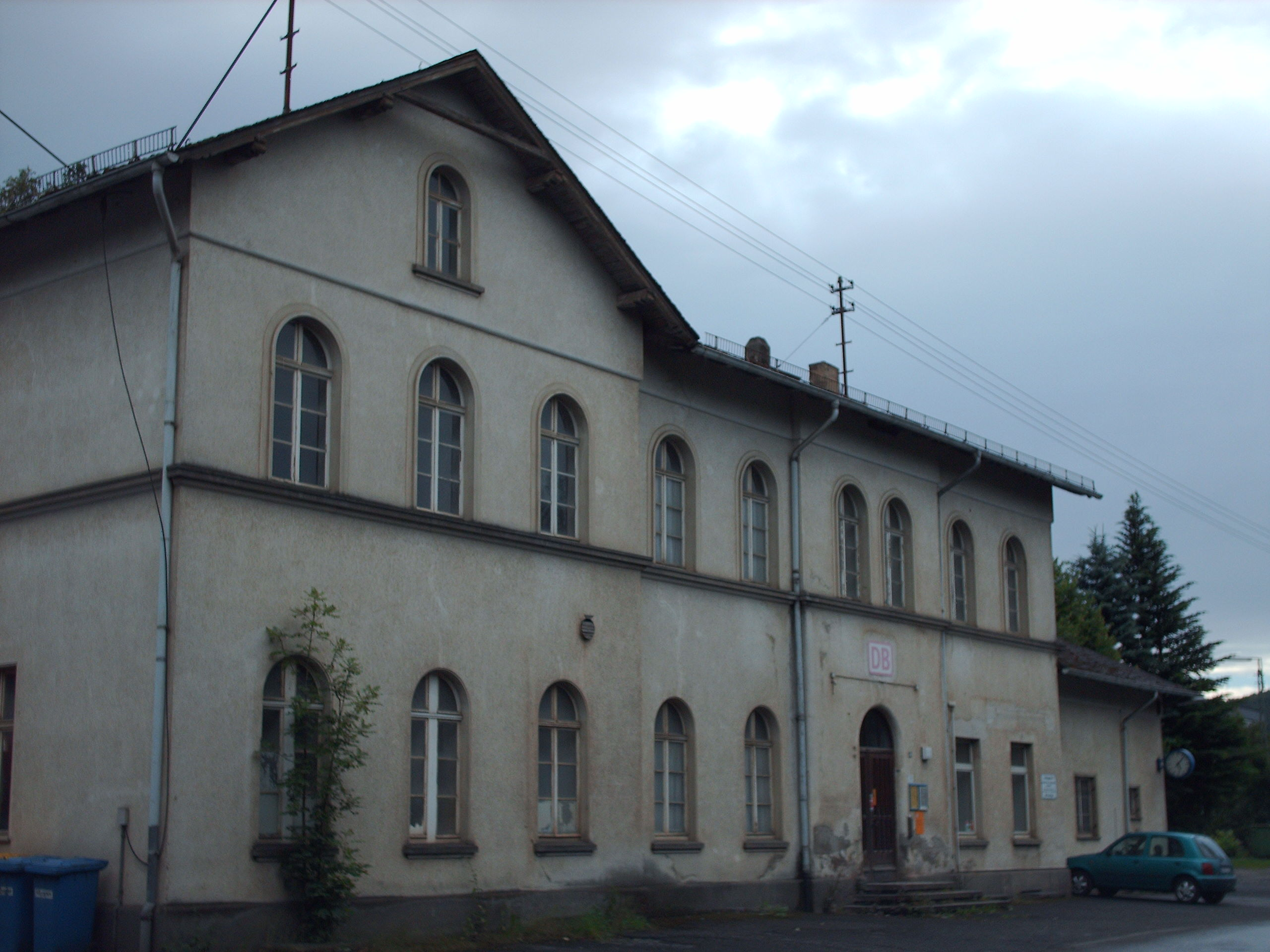
Empfangsgebäude Neunkirchen

Bis 1870 war die Strecke vollständig zweigleisig ausgebaut. Bei dem Sieghochwasser 1909 wurden viele Brücken zerstört, darunter auch Eisenbahnbrücken wie beispielsweise in Herchen.
Ein großes betriebliches Problem war, dass zur Zeit des Baus der Strecke eine direkte Verbindung zwischen Siegen und Dillenburg noch nicht möglich war. Dazwischen lag die Tiefenrother Höhe (551 m). Der Bau langer Tunnel war um 1860 noch immens aufwändig und teuer, denn Dynamit stand noch nicht zur Verfügung. So war Siegen zwar von Norden her durch die Bergisch-Märkische Eisenbahn an das Ruhrgebiet angeschlossen. Züge, die weiter nach Süden fahren sollten – und dazu gehörten auch die Kohlezüge – mussten erst westlich nach Betzdorf fahren, dort Kopfmachen und anschließend wieder östlich in Richtung Dillenburg fahren.
Dieses Problem wurde 1915 behoben, als die direkte Verbindung zwischen Siegen und Haiger in Betrieb genommen wurde. Die Verbindung zwischen Siegen und Dillenburg verkürzte sich dadurch um ca. 30 km. Möglich wurde dies durch drei große Ingenieurbauwerke: Das Niederdielfener Viadukt, das Rudersdorfer Viadukt und vor allem den Rudersdorfer Tunnel.

## Konsequenz
Durch diese verkürzende Streckenergänzung verlagerte sich der Verkehr und führte jetzt in der Regel über Siegen und Haiger. Der topografisch ungünstige Abschnitt der historischen Strecke zwischen Betzdorf und Haiger verlor damit seine Bedeutung. Die Strecke besteht noch, wird heute aber nur noch im Nahverkehr bedient. Sie ist seit 1980 zum größten Teil auf ein Gleis zurückgebaut und war in den 1990er Jahren auch schon von Stilllegung bedroht. Konsequenz dieser verkürzenden Streckenergänzung ist, dass die ehemalige Deutz-Gießener Eisenbahn heute betrieblich in drei deutlich getrennte Abschnitte gegliedert ist. Noch heute erinnert aber die durchgehende Kilometrierung aller drei Strecken ab Köln-Deutz an die alte Streckenführung.

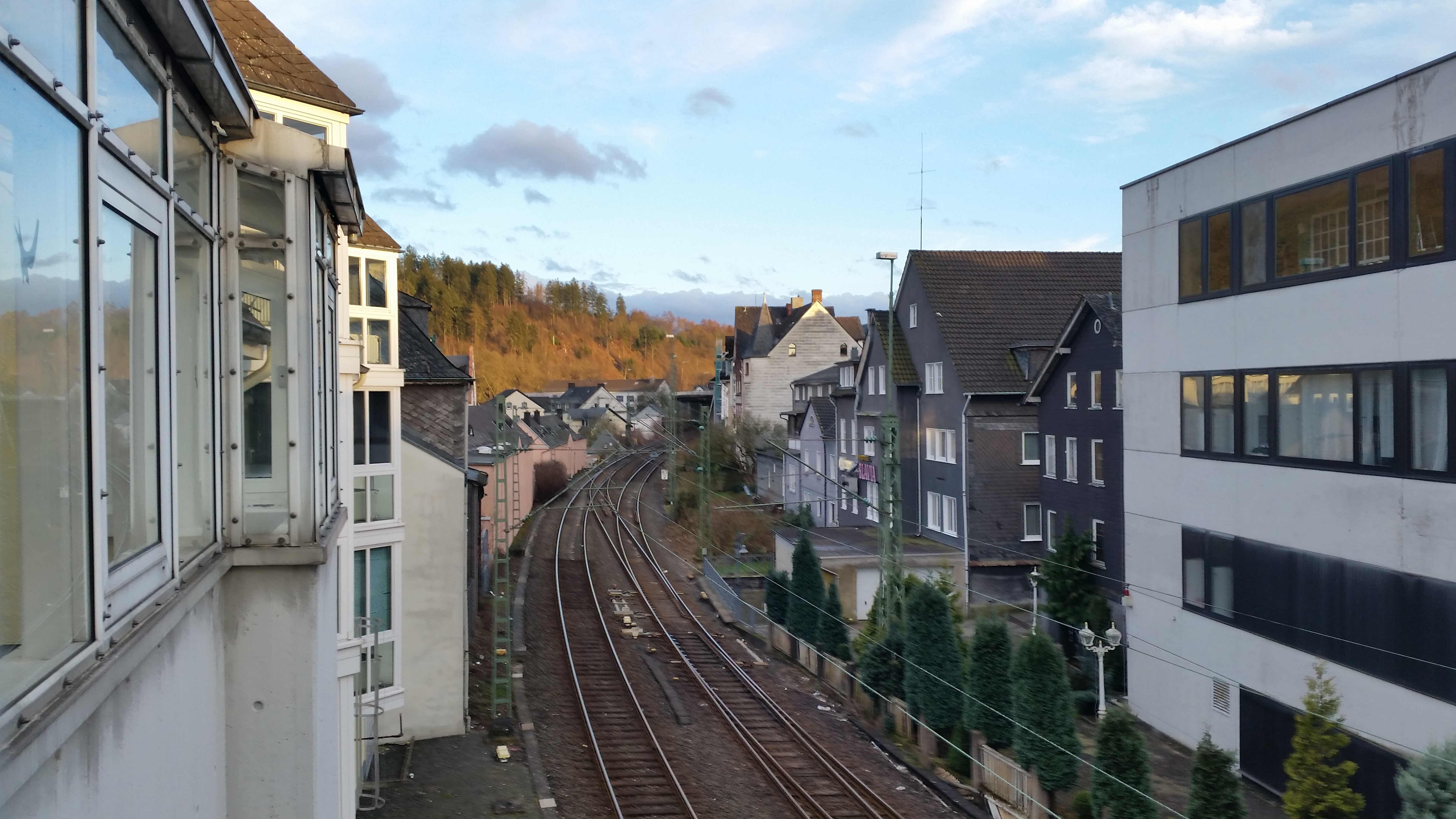
Die historische Strecke in Betzdorf mit Blick Richtung Herdorf und Daaden. Das rechte Gleis in Benutzung durch die Daadetalbahn, das linke Gleis Hellertalbahn. In Höhe der Weiche die alte Kilometrierung 83,2

Siegstrecke
- Köln-Deutz – Betzdorf, Kilometrierung von Köln-Deutz bis Betzdorf, weiter nach Gießen (VzG-Strecke 2651)
- Betzdorf – Siegen, Kilometrierung von Hagen über Siegen-Weidenau nach Betzdorf (VzG-Strecke 2800 bzw. 2880)

Bahnstrecke Betzdorf–Haiger
- Betzdorf – Haiger, Kilometrierung von Köln-Deutz über Betzdorf und Burbach (Kr. Siegen) nach Haiger (VzG-Strecke 2651)

Dillstrecke
- Siegen-Ost – Haiger, Kilometrierung von Hagen über Siegen-Weidenau bis Haiger (VzG-Strecke 2800)
- Haiger – Gießen, Kilometrierung von Köln-Deutz und Betzdorf über Haiger und Herborn nach Gießen (VzG-Strecke 2651)

## Literatur

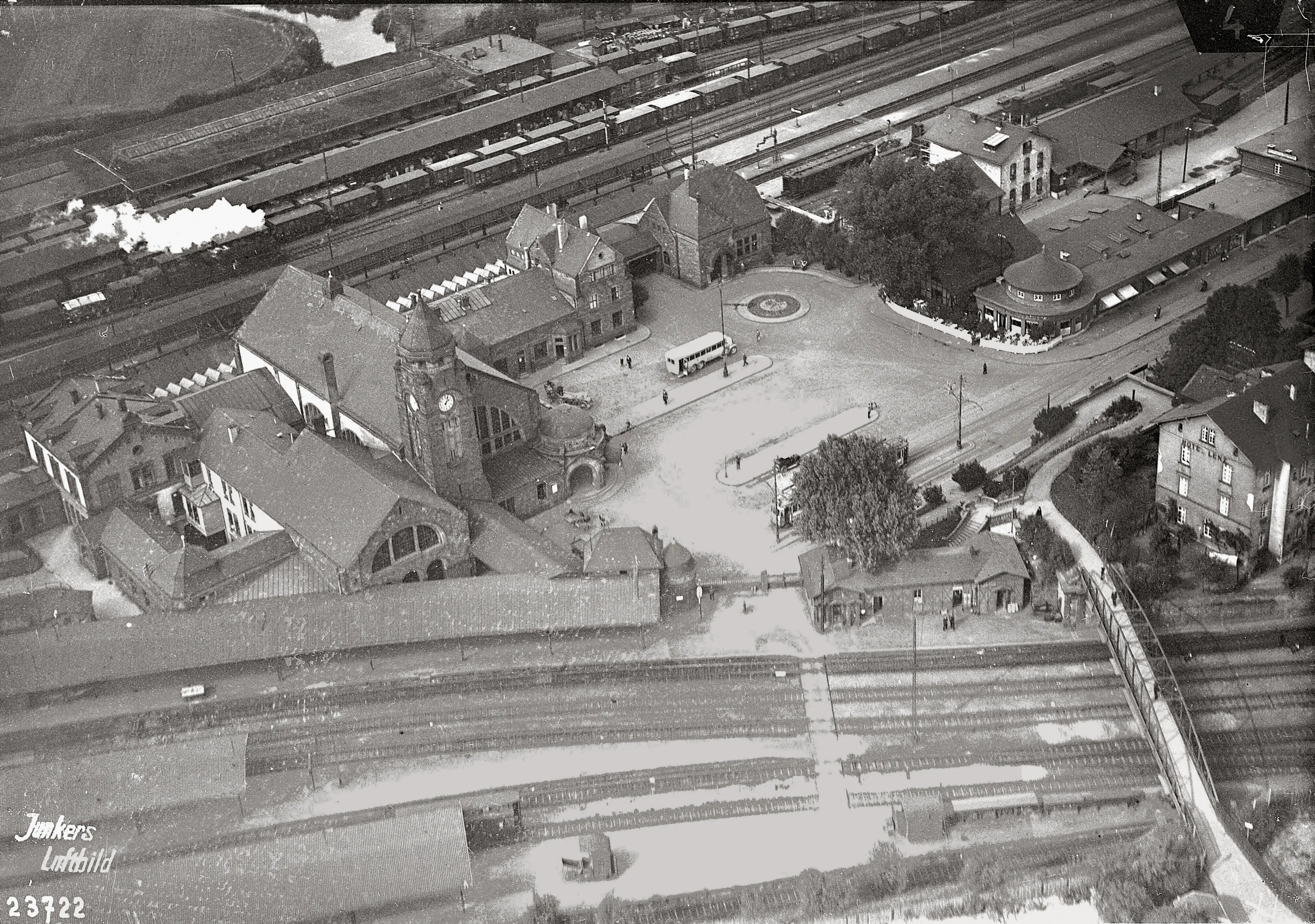
Der Endpunkt Gießen 1928